# Hundelev
Hundelev is een plaats in de Deense regio Noord-Jutland, gemeente Hjørring. De plaats telt 242 inwoners (2008).